# NGC 2058
NGC 2058 је расејано звездано јато у сазвежђу Трпеза које се налази на NGC листи објеката дубоког неба.
Деклинација објекта је - 70° 9' 44" а ректасцензија 5h 36m 54,3s. Привидна величина (магнитуда) објекта NGC 2058 износи 11,9. NGC 2058 је још познат и под ознакама ESO 56-SC173.